# Eduardus Johannes Petrus van Meeuwen
Eduardus Johannes Petrus van Meeuwen ('s-Hertogenbosch, 12 september 1802 - 's-Hertogenbosch, 8 oktober 1873) was een Nederlands politicus.
Van Meeuwen, lid van de familie Van Meeuwen, was een Bossche rechtsgeleerde, die in de Zuidelijke Nederlanden studeerde en daarna advocaat en procureur-generaal was. In 1846 werd hij gouverneur van Limburg, als opvolger van zijn plotseling overleden zwager. Hij was de laatste bestuurder van het hertogdom, die met recht die titel mocht voeren. Door de Provinciale Wet van 1850 werd zijn titel, net als in andere provincies, commissaris des Konings. Na zijn aftreden, kozen de Staten van Brabant hem tot Eerste Kamerlid. In de vijf jaar dat hij dat was, nam hij steeds meer afstand van de liberalen. Hij was de zoon van het Tweede Kamerlid jhr. mr. Petrus Andreas van Meeuwen (1772-1848) die in 1834 in de adelstand werd verheven waardoor hijzelf ook jonkheer werd.